# Арантјер
Арантјер (фр. Arrentières) насеље је и општина у североисточној Француској у региону Шампања-Ардени, у департману Об која припада префектури Бар сир Об.
По подацима из 2011. године у општини је живело 221 становника, а густина насељености је износила 15,89 становника/km². Општина се простире на површини од 13,91 km². Налази се на средњој надморској висини од 216 метара.

## Демографија
| 1962. | 1968. | 1975. | 1982. | 1990. | 1999. | 2011. |
| ----- | ----- | ----- | ----- | ----- | ----- | ----- |
| 199   | 235   | 241   | 245   | 244   | 231   | 221   |

График промене броја становника у току последњих година